# Netzwerkelement
Das Netzwerkelement (englisch network element) ist die Bezeichnung für die Bestandteile eines Netzwerks.

## Allgemein
Der Begriff des Netzwerkelements wird oft assoziiert mit Telekommunikationsnetzen, doch Netzwerktechnik und Netzwerkökonomik sprechen allgemein von Netzwerkelementen auch in allen anderen Netzwerken. Die Netzwerktechnik interpretiert ein Netzwerk als Gesamtheit von Elementen, die durch Beziehungen so miteinander verknüpft sind, dass kein Bestandteil unabhängig von anderen Teilen ist. Die Komplexität eines Netzwerks ergibt sich aus der Anzahl, der Ausprägungsvielfalt und der Vernetzung der Netzwerkelemente.
Netzwerke bestehen aus drei Hauptkomponenten, den Netzwerkelementen (was in ein Netzwerk gehört), Netzwerkmodellen (wie ein Netzwerk konstruiert wird) und Netzmanagement (wie ein Netzwerk verwaltet wird). Es muss sich bei Netzwerkelelementen nicht nur um technische Bestandteile handeln, auch Wirtschaftssubjekte (Privatpersonen, Unternehmen oder der Staat) können als Netzwerkelelemente fungieren. Die Nutzer von Fahrzeugen – wie jeder Nutzer der digitalen Welt – dürfen der Ethikkommission zufolge nicht zum Objekt, zum Netzwerkelement, degradiert werden. Diese Aussage ist vor allem auf autonomes Fahren bezogen.

## Bestandteile
Zu den Netzwerkelementen gehören alle Bestandteile, ohne die ein Netzwerk nicht funktionieren kann. Die Graphentheorie definiert das Netzwerk als eine Struktur, die aus einer Menge von Elementen besteht, wobei die Knoten mittels Kanten miteinander verbunden sind. Netzwerkelemente setzen sich aus Netzwerkknoten und Netzwerkkanten (letztere in Form der Übertragungsmedien) zusammen, in Straßennetzen gehören die Verkehrsteilnehmer, in sozialen Netzwerken auch die Benutzer zu den Netzwerkelementen. Zwischen den Netzwerkknoten finden Flüsse über Kanten statt, die an einem Knoten beginnen und an einem anderen enden. Im Straßenverkehr findet über die Kanten der Verkehrsfluss statt.

## Arten
Unterschieden wird zuweilen zwischen aktiven und passiven Netzwerkelementen. Aktive Netzwerkelemente haben einen starken Einfluss auf das Verhalten des gesamten Netzwerks, von passiven Elementen geht nur ein geringer Einfluss aus.
Übertragen auf das Straßennetz sind die Verkehrsknotenpunkte die Netzwerkknoten und die Straßen zusammen mit den Fahrzeugen die Netzwerkkanten. Netzwerkknoten und Straßen sind passive, Fahrzeuge und Fußgänger aktive Netzwerkelemente. Zu den Netzwerkelementen des Straßennetzes gehören mithin die Knotenpunkte, Straßen und Verkehrsteilnehmer. Betritt ein Fußgänger den Gehweg, dann entscheidet er sich netztechnisch zum Netzzugang und wird dadurch zum Netzwerkelement. Er erhöht die Netzlast, weil er sich mit anderen Fußgängern denselben Gehweg teilen muss. Bei anderen Verkehrsteilnehmern wie Kraftfahrern kann der Netzzugang zu Netzstörungen führen, die Verkehrsstau genannt werden.
| Netzwerk     | Netzwerkelemente                                                        | Wirtschaftssubjekte/ Wirtschaftsobjekte    |
| ------------ | ----------------------------------------------------------------------- | ------------------------------------------ |
| Straßennetz  | Autobahnkreuz, Anschlussstelle, Knotenpunkte, Straßenkreuzung           | Verkehrsteilnehmer: Fußgänger, Kraftfahrer |
| Schienennetz | Eisenbahnknoten, Schienenkreuze, Weichen, Güterbahnhof, Personenbahnhof | Fahrgäste, Frachtgut                       |
| Kabelnetz    | Kabelverzweiger, Modem, Wiedergabegeräte                                | Publikum                                   |
| Stromnetz    | Übertragungsnetze, Elektrogeräte                                        | Verbraucher                                |
| Internet     | Backbones, Gateways, Hostrechner, Server, Computer, Personal Computer   | Endbenutzer, Peer                          |
| Funknetz     | Sendeanlage, Basisstation, Funkzelle, Wireless Access Point, Endgeräte  | Benutzer, Teilnehmer                       |
| Gironetz     | Deutsche Bundesbank, Girozentralen                                      | Zahlungsempfänger, Zahlungspflichtiger     |

Stromnetz
Das Stromnetz kennt lineare und nichtlineare Netzwerkelemente. Ist bei einem Netzwerkelement der Zusammenhang zwischen Strom und Spannung oder sind alle Zusammenhänge zwischen Eingangs- und Ausgangsgrößen linear, so heißt es lineares Netzwerkelement. Bei Zweipolen (wie Diode, Kondensator oder Widerstand) ist deren Verhalten durch den Zusammenhang zwischen angelegter Spannung und durchfließendem Strom gegeben, Dreipole oder Vierpole (Kabel, Transformator, Transistor) sind durch den Zusammenhang von Eingangsspannung, Eingangsstrom, Ausgangsspannung und Ausgangsstrom gekennzeichnet.
Telekommunikationsnetz
Gemeinsames Merkmal der Netzwerkelemente ist ihre die Adressierbarkeit, eine protokollgesteuerte Übertragung mit Fehlerkorrektur sowie eine typenspezifische Steuerbarkeit durch ein Netzwerkmanagement. Allgemein enthält ein Netzwerkelement hier auch Software. Im Netzwerkmanagement wird ein Netzwerkelement durch einen Element-Manager bzw. ein Element Management System (EMS) verwaltet. In autonomen Netzwerken konfigurieren und managen sich die Netzwerkelemente selbst. Die Methoden der mathematischen Topologie werden auf solche Netzwerkelemente angewendet wie bei Netzwerken anderen Typs (Verkehrsnetze, Beziehungsnetze).

## Netzwerksicherheit
Die Netzwerkarchitektur befasst sich insbesondere mit Fragen zur Netzwerksicherheit gegen den Ausfall von einzelnen Netzwerkelelementen, gegen Krisen oder gegen Cyberangriffe. Die ISO/IEC-27033 stellt Unternehmen Richtlinien zur Verfügung, um Netzwerksicherheit zu planen, entwerfen, implementieren und dokumentieren, wobei auch Netzwerkelemente einbezogen sind.
Am Beispiel der Zahlungsverkehrsnetze (insbesondere Echtzeit-Bruttoabwicklungssystem, SWIFT, TARGET2) kann deren Vulnerabilität erklärt werden. Gerät ein Netzteilnehmer (etwa ein Zahlungspflichtiger als Netzwerkelement) wegen einer allgemeinen Finanzkrise in Zahlungsunfähigkeit, so erleidet der Zahlungsempfänger einen Forderungsausfall (Gegenparteiausfallrisiko) und wird möglicherweise selbst zahlungsunfähig. Dadurch kann sich über den Contagion-Effekt die Zahlungsunfähigkeit eines Einzelnen auf den gesamten Zahlungsverkehr erstrecken; das Zahlungsnetz bricht zusammen. Gegen eine derartige Netzstörung wird im Interbankenhandel beim Clearing das Prinzip des Zug-um-Zug-Verfahrens (englisch matching) eingesetzt, wobei ein Clearinghaus eine Zahlung nur dann an den Zahlungsempfänger weiterleitet, wenn dieser seine Gegenleistung an den  Zahlungspflichtigen über das Clearinghaus erbracht hat. Der Zahlungsverkehr zwischen Nichtbanken kann von dieser Netzwerksicherheit nicht profitieren, weil die Zahlung eine Gegenleistung für den Kauf von Gütern und Dienstleistungen auf dem Gütermarkt darstellt und auf diesem der Schutz des Ausfallrisikos vom Gläubiger selbst übernommen werden muss. Das kann geschehen insbesondere durch Verminderung oder Ausschaltung des Zahlungsrisikos beim Lieferanten und durch Verminderung oder Ausschaltung des Erfüllungsrisikos beim Kunden.